# Mitch Leigh
Mitch Leigh, eigentlich Irwin Michnick, (* 30. Januar 1928 in Brooklyn, New York City, New York; † 16. März 2014 in Manhattan, New York City, New York) war ein US-amerikanischer Komponist und Theaterproduzent.

## Leben
Mitch Leigh besuchte die Yale University in New Haven. Dort wurde er unter anderem von Paul Hindemith unterrichtet. Später schrieb er Theaterstücke, komponierte Opern, Werbemusik und Jazzstücke. Sein größter Erfolg war das Musical Der Mann von La Mancha, das er zusammen mit Dale Wasserman (Buch) und Joe Darion (Liedtext) schrieb. Später gründete er die Organisation Music Makers, die sich auf Werbemelodien spezialisierte.

## Werke
- 1963 Too True to Be Good. Theaterstück
- 1964 Never Live over a Prezel Factory. Theaterstück
- 1965 Der Mann von La Mancha. Musical (Man of La Mancha)